# 部分集合の分離 (位相空間論)
部分集合の分離（ぶぶんしゅうがうのぶんり、英: Separated sets）は、位相空間論において、位相空間 X の部分集合 A, B が互いに分離されている（ぶんり、英: A and B are separated）、つまり A の閉包 A が B と互いに素であり、かつ B の閉包 B が A と互いに素であることをいう（ただし、ここで言う「互いに素」は素集合の意味である）。
直観的には、「A と B は互いに重なっておらず、また接して（他方の境界に重なって）もいない。」という図形的な言い回しの位相構造による一般化である。